# Autism Diagnostic Observation Schedule
L' Autism Diagnostic Observation Schedule (ADOS publié en 1999, mis à jour pour devenir ADOS-2 en 2012) est un instrument (test d'une durée de 40 à 60 min) de diagnostic et d'évaluation de l'autisme ; cette échelle d’observation standardisée pour le diagnostic de l’autisme, est généralement combinée à d'autres instruments, et principalement avec l’ADI-R (Autism Diagnostic Interview-Revised : Entretien pour le diagnostic de l’autisme, qui permet à un médecin spécialiste ou à un psychologue d'établir un diagnostic complet, en s'appuyant sur plus d'informations, et des observations plus approfondies, l'historique du développement de la personne, etc.).
L'autisme est associé à des atypicités de la perception, de la cognition, des interactions et des comportements sociaux. Chez les enfants, ces atypicités concernent souvent et notamment la communication sociale (réponse au nom, approche et interaction avec les pairs/jeux de groupe, entretien d'amitiés, temps passé seul, direction du regard, expression faciale, pointage du doigt pour montrer ou exprimer un intérêt, gestuelle, hochement de tête, partage…), avec réponses sociales atypiques et parfois inappropriées au contexte (réponses au stress et à la détresse, demande d'informations, réponse aux autres, phrases ou intonations 'étranges') ; interactions maladroites, comportements restreints et répétitifs/routines ; intérêts circonscrits et/ou préoccupations inhabituelles, aversions sensorielles/intérêts sensoriels inhabituels, maniérismes des doigts et/ou de la main et/ou autres maniérismes complexes…
L'ADOS est conçu pour évaluer le degré d'atypicité dans ces domaines (communication, interaction sociale et compétence pour le jeu et/ou l'utilisation imaginative de matériel, chez les personnes référées pour suspicion de trouble du spectre autistique (TSA). Ces deux tests sont les plus utilisés à la fois par des praticiens spécialisés dans la détection et l'évaluation des troubles du spectre autistique (médecins cliniciens,, psychologues) et dans le domaine de la Recherche.
Son protocole consiste en une série de tâches (structurées et semi-structurées) impliquant des interactions sociales entre l'évaluateur et la personne évaluée. L'examinateur observe et identifie certaines caractéristiques du comportement du sujet, et les attribue à des catégories d'observation prédéterminées. Les observations catégorisées sont ensuite combinées pour produire des scores quantitatifs pour l'analyse (scores dits scores de gravité calibrés standardisés ou CSS pour « Standardized calibrated severity scores »). Des seuils (déterminés par la recherche) identifient le diagnostic potentiel de trouble autistique classique ou de troubles du spectre autistique apparentés, permettant une évaluation standardisée des symptômes autistiques.
L'« entretien diagnostique révisé de l'autisme » (ADI-R) est un instrument complémentaire, basé sur un entretien structuré mené avec les parents de la personne référée et couvre l'historique complet du développement du sujet.

## Histoire
L'ADOS a été créé par la Pr. Catherine Lord, avec Michael Rutter, Pamela C. DiLavore et Susan Risi en 1989, puis amélioré en 2012 dans le cadre de la redéfinition des bonnes pratiques de diagnostic de l'autisme. Il est disponible dans le commerce depuis 2001 via WPS (Western Psychological Services), puis mis à jour sous le nom d'ADOS-2.
Une adaptation française du test a été faite par la psychologue Bernadette Rogé et ses collègues.
Selon un rapport de l’Inspection générale des affaires sociales (IGAS) de 2016, en France, le délai moyen 
était de 446 jours pour accéder à un centre ressources autisme.

## Méthode
L'ADOS et l'ADOS-2 ne testent pas les compétences (cognitives) du sujet, mais proposent des tâches assez intrigantes pour donner envie à l'enfant ou l'adulte de participer à une interaction sociale. L'observateur évalue le degré d'engagement social et le comportement de communication du sujet, via des activités chargées de fournir des situations engageantes et standardisées, un contact réciproque. Ces activités sont une série de tâches structurées et semi-structurées, agencées au sein de 4 ou 5 modules.
Il faut de 30 à 60 minutes pour réaliser ce test (environ quarante-cinq minutes selon les auteurs). Pendant ce temps, l'examinateur offre une série d'opportunités au sujet de montrer des comportements sociaux et de communication pertinents pour le diagnostic d'autisme.
Un seul des 4 modules est utilisé pour la personne référée, le module étant choisi selon l'âge de la personne et selon le degré de développement de son langage. L'observateur peut changer de module si la maitrise de la langue n'est pas celle attendue ou si les tâches ne lui semblent pas appropriées. Dans le doute, le module nécessitant moins de compétences linguistiques que le participant n'en a est choisi, pour éviter que des problèmes de langage interfèrent négativement avec le comportement à observer.
Les modules sont appelés successivement P, 1, 2, 3 et 4 et chaque activité est numérotée au sein de chaque module.
Selon les auteurs de cet outil, « il est important de prendre des notes lors de l'administration de l'ADOS-2. Même si l'administration est enregistrée (avec une caméra), il est important de terminer la notation immédiatement après l'administration. Cette notation peut ensuite être utilisée pour arriver à une classification au moyen de l'algorithme de diagnostic associé à chaque module ».
Chacun des cinq modules ADOS-2 offre une gamme de situations de communication sociale, structurées et non structurées où chaque situation offre une combinaison différente de stimuli susceptible d'activer certains comportements sociaux.

## Modules
- Le module P : il est destiné aux jeunes enfants qui ne parlent pas du tout ou n'utilisent que quelques mots[1] ; Une certaine prudence et recommandé dans l'interprétation du score chez ces enfants encore très jeunes et non-verbaux[6], c'est-à-dire déclarés par leurs parents, tuteurs ou observateurs comme n'utilisant pas quotidiennement des phrases (simples ou complexes), mais des mots simples ou aucun mot ;

- Le module Toddler (ajouté en 2009)[12] est spécifiquement conçu pour les enfants de 12 à 30 mois[6],[13], il est rapidement devenu l'un des quatre outils de diagnostic des TSA les plus utilisés à ces âges[14]. L'étude des jeux d'enfants autistes[15] et d'autobiographies de personnes autistes[16] et des études ont suggéré qu'existent des différences significatives entre les formes de troubles du spectre autistique, selon le genre[17],[18],[19],[20], et que chez le jeune enfant, certains comportements peuvent refléter un phénotype de TSA plus souvent chez les garçons que chez les filles[21],[22]. Une étude récente (2021) a cherché à vérifier si l'ADOS-2 pourrait pondérer de manière équivalente des comportements de communication sociale pour lesquels les garçons et les filles sont supposés se ressembler alors qu'en réalité les comportements de petites filles peuvent, en raison d'une socialisation plus précoce, différer de ceux des garçons (si c'est le cas des petites filles qui devraient normalement se qualifier pour le diagnostic pourraient ne pas être repérées)[23]. L'étude n'a pas observé de biais de ce type dans l'ADOS-2, mais les auteurs suggèrent d'approfondir la recherche relative aux aspects créatif/imaginatif du test[23].

- Module 1 : Il est utilisé pour le diagnostic de l'Autisme infantile avec des enfants utilisant peu ou pas le discours, enfants qui n'utilisent pas systématiquement des énoncés de plusieurs mots (autrement dit : « des énoncés de trois mots sans écho qui incluent parfois un verbe et sont prononcés spontanément dans leurs propres combinaisons de mots significatives »)[1] ; ce module exige que celui qui doit poser le diagnostic puisse se déplacer régulièrement dans la pièce, de même que le sujet ; la capacité de marcher est donc généralement considérée comme une exigence de développement minimale pour utiliser l'instrument.

- Module 2 : Il est destiné aux sujets (enfants en général) capable de formuler des phrases composées de quelques mots mais qui ne parlent pas facilement ou pas couramment[1] ; ce module exige aussi que l'observateur et le sujet puissent aussi se déplacer dans la pièce ; la capacité de marcher est donc généralement considérée comme une exigence de développement minimale pour utiliser l'instrument.

- Module 3 : il est destiné aux enfants (habituellement de moins de 12 à 16 ans) qui parlent couramment et jouent avec des jouets de leur niveau de développement (on défini ici la capacité à parler couramment comme les compétences linguistiques expressives d'un enfant de quatre ans en développement normal, qui utilise une variété de types de phrases et de constructions grammaticales, utilise le langage pour transmettre des informations sur des événements hors du contexte du moment, et utilise des connexions logiques dans ses phrases (ex. : « mais » ou « parce que »)[1] ; le sujet peut faire quelques erreurs grammaticales[1] ; Ce module est exécutés assis à une table ; il s'appuie sur le langage et les échanges verbaux, sans déplacements nécessaires comme dans les modules P, 1 et 2[1].

- Module 4 : il est utilisé avec des adolescents et des adultes qui parlent couramment, et il inclut des tâches supplémentaires et des questions sur la vie quotidienne (relations sociales dans la vie scolaire ou professionnelle), susceptibles de mobiliser des aspects socio-émotionnels.

Remarques : 
Pour le distingue de l'ADOS-2, on parle parfois d'ADOS-G (où G signifie générique).
Certains items des modules 1 ou 2 incluent la réponse au nom, le « sourire social », le jeu libre…
Les modules 3 ou 4 peuvent inclure le jeu et la communication réciproques, la démonstration d'empathie ou des commentaires sur les émotions des autres. Les supports de ces deux modules 3 ou 4 peuvent aussi être utilisés en alternance lorsque les modules P, 1 ou 2 (initialement conçus pour être utilisés avec des enfants) sont utilisés avec des personnes âgées.
Chaque module a un algorithme propre de diagnostic, mais au sein du module, l'observateur peut modifier l'ordre des tâches, le rythme et le matériel en fonction du participant.

## Révision
Après un travail d'amélioration des algorithmes de l'ADOS (jugé concluant en 2010), le test a officiellement été « révisé » : l'Autism Diagnostic Observation Schedule, Second Edition (ADOS-2), a été publiée par WPS en mai 2012.
Il comprend des normes mises à jour, des algorithmes améliorés pour les modules 1 à 3 et un nouveau module pour tout-petits qui facilite l'évaluation chez les enfants âgés de 12 à 30 mois.

## Formation à l'utilisation
Utiliser l'ADOS-2 dans un but scientifique implique que le chercheur suive une formation de base puis obtienne un certificat ; plusieurs organisations offrent une formation à l'ADOS-2 (qui s'appuie sur un manuel ADOS 2 et des livrets de cotation (1,2,3,4 et Toddler).
En particulier, WPS propose un atelier clinique ADOS-2 pour les professionnels qui ne connaissent pas ADOS-2. Les participants peuvent y observer un instructeur administrer l'ADOS-2 à un enfant atteint de TSA. Pendant le déroulement de la séance, les participants pratiquent la notation. L'atelier se concentre principalement sur les modules 1 à 4, bien que les participants reçoivent du matériel à étudier plus tard afin de compléter leur formation à l'utilisation du module conçu pour les tout-petits. L'atelier clinique de WPS est une condition préalable à la formation en recherche plus approfondie proposée par les auteurs d'ADOS-2 et leurs collègues.
La formation à la recherche comprend des exercices pour établir la précision du codage des éléments selon un critère spécifique et est conçue pour aider les individus à atteindre la fiabilité inter-évaluateurs élevée requise dans les recherches publiées.
CADB offre également d'autres opportunités de formation, comme des ateliers d'une journée dédiés à l'utilisation du module pour tout-petits (pour les chercheurs et les cliniciens qui sont déjà formés dans les modules 1 à 4 de l'ADOS ou de l'ADOS-2).
D'autres formations se basent sur des Visionnage et l'apprentissage de l'algorithme de cotation à partir de vidéos de passation.

## Limites
Au moins une partie des inventeurs des outils ADOS, ADOS-2, et/ou ADI-R perçoivent des royalties sur les ventes de ces instruments de diagnostic, mais cet argent est reversé à des œuvres de charité.
La formation et les documents nécessaires à l'utilisation de l'ADOS sont couteux et ne sont pas traduits dans toutes les langues, ce qui rend l'ADOS moins disponible et dans les régions et pays pauvres.
L'ADOS étant en grande partie basé sur le langage, il ne s'applique pas aux adolescents dits « non verbaux » ni aux adultes « non verbaux ».
L'ADOS ne doit pas non plus être utilisé pour un diagnostic formel avec des personnes aveugles, sourdes, victimes d'apraxie verbale ou gravement atteintes par des troubles sensoriels ou moteurs tels que la paralysie cérébrale ou la dystrophie musculaire.
Une attention particulière est à accorder à un faible pourcentage de personnes atteintes de troubles du spectre autistique (TSA) présentant des altérations du chromosome 15q11.2-q3 (région critique pour le syndrome de Prader-Willi (SPW) en raison de caractéristiques des TSA chez ces derniers. On estimait autrefois que des TSA étaient fréquents (25 à 41 % des cas de SPW), mais des diagnostics mais posés de TSA chez les PWS peuvent nuire aux interventions (et recherches) futures.

### Précision diagnostique
Les atypicités et difficultés socio-communicationnelles que l'ADOS et l'ADOS-2 cherchent à mesurer ne sont pas individuellement propres aux TSA ; il existe donc un risque de faux positifs chez les personnes atteintes d'autres troubles psychologiques, en particulier chez les enfants ou adultes souffrant de psychose ; des études de cas indiquent que des faux positifs sont aussi possibles en cas de schizophrénie infantile (on sait que les adultes atteints de schizophrénie présentent une incidence accrue de caractéristiques autistiques par rapport à la population générale, ce qui entraîne chez eux des scores ADOS plus élevés),.
Une étude (2016) a conclu que 21% des enfants avec un diagnostic de TDAH (et sans diagnostic simultané de TSA) ont obtenu un score les situant dans la gamme du spectre autistique du score total ADOS.
Dans les cas (fréquents) où un handicap intellectuel (HI) coexiste avec une suspicion de trouble du spectre autistique (TSA), un diagnostic soigneux et efficace des TSA chez les personnes ayant un HI peut aider à améliorer leur santé mentale et par suite leur qualité de vie. Dans plus de 60 % des cas le sujet HI est « testable » par l'ADOS, qui se montre alors peu spécifique (45 % de spécificité) mais très sensible (100 %) pour détecte les TSA, alors que l'ADI-R a une moindre faisabilité (environ 40 % de sujet testables) mais présentant une sensibilité de 88 % et une spécificité moindre (80 %). Combiner l'ADOS et l'ADI-R permet de grandement améliorer le diagnostic de TSA chez l'adulte intellectuellement handicapé « testable », et selon TanjaSappok et al. (2013), « des ajustements du cadre et des tâches peuvent encore améliorer leur faisabilité et leur spécificité ».
Selon une revue d'étude et une méta-analyse (publiées début 2021), la précision des diagnostics établis à partir de l'ADOS-2 et de l'ADI-R est très satisfaisante quand les observateurs sont bien formés à ces outils ; l'objectivité de ces outils semblent meilleure dans le contexte de la Recherche que dans les contextes cliniques,.
Ces outils de diagnostic sont nécessaires pour compléter ou confirmer les données apportées par les parents à partir d'outils tels que :
- l'échelle de comportement répétitif révisées (ou RBS-R pour Repetitive Behavior Scale - Revised) ;
- l'échelle de comportement adaptatif de Vineland (ou VABS, pour Vineland Adaptive Behavior Scales) ;
- l'« entrevue téléphonique sur les symptômes de l'autisme » (ou ASI pour Autism Symptom Interview ), récemment (publié début 2017) spécifiquement conçu pour être utilisée par des cliniciens ou dans le cadre de la Recherche en relativement peu de temps (20 minutes) pour dépister de jeunes enfants (mais en âge scolaire) à haut risque de TSA, avant vérification de TSA par un ou plusieurs tests plus approfondis ; il s'agit d'une entrevue téléphonique complète et semi-structurée avec les parents, conduit par des enquêteurs formés, en grande partie basé sur des questions de l'Entrevue de diagnostic de l'autisme révisée (ADI-R)[3]. Le parent interrogé choisit une réponse décrivant le mieux le comportement de l'enfant au cours des 3 derniers mois ; les scores les plus élevés correspondent un plus grand niveau d'atypicités sur l'item (les items sont par exemple l'établissement un contact visuel, réponse verbale ou non verbale aux questions, anomalies sensorielles, maniérismes répétitifs, de la main ou liés à des préoccupations inhabituelles ou interêts circonscrits…). 
Rem : En 2017, en raison de difficultés de recrutements, ce test n'a pas encore été validé chez les enfants porteurs de syndromes génétiques pouvant conduire à des troubles proches des TSA ou du registre des TSA, ni sur des groupes numériquement importants d'enfants ; ces limites sont signalées en 2017 par les auteurs de la méthode de l'ASI eux-mêmes[3].

### Risques de biais
Il semble surtout associé aux âges préscolaires.
Une étude Cochrane (2016) interroge la précision et la sensibilité des moyens de diagnostic des TSA. Puis une revue systématique Cochrane (2018) s'est basée sur 12 études relatives à la précision du diagnostic ADOS chez les enfants d'âge préscolaire (modules 1 et 2). La sensibilité résumée était de 0,94 (IC à 95 % 0,89 à 0,97), avec une sensibilité dans les études individuelles allant de 0,76 à 0,98. La spécificité sommaire était de 0,80 (IC à 95 % 0,68 à 0,88), avec une spécificité dans les études individuelles allant de 0,20 à 1,00. Les études ont été évaluées pour les biais à l'aide du cadre QUADAS-2 ; sur les 12 études incluses, 8 ont été évaluées comme présentant un risque élevé de biais, tandis que pour les quatre autres, les informations disponibles étaient insuffisantes pour que le risque de biais soit correctement évalué. Les auteurs n'ont pu identifier aucune étude pour l'ADOS-2 ; la portée de l'examen a été limitée aux enfants d'âge préscolaire (âge moyen inférieur à 6 ans), ce qui a exclu les études des modules 3 et 4 de la méta-analyse.
Une étude incluse a examiné la sensibilité et la spécificité additives de l'ADOS utilisé en combinaison avec l'ADI-R ; cette étude a révélé une amélioration de 11 % de la spécificité (par rapport à ADOS seul) au prix d'une réduction de 14 % de la sensibilité ; cependant, en raison du chevauchement des intervalles de confiance, ce résultat n'a pas pu être considéré comme statistiquement significatif.
Une autre étude a montré que l'ADI-R serait moins pertinent que l'ADOS-2 pour les tout-petits (âges préscolaires), suggérant également que « les intérêts et les comportements stéréotypés ne sont pas aussi pertinents pour l'ADI-R que d'autres critères de diagnostic lors de l'évaluation des tout-petits pour les troubles du spectre autistique ».